# 語り伝えたい ふるさとの民話
語り伝えたい ふるさとの民話(かたりつたえたい ふるさとのみんわ)は、2002年から2004年まで世界文化社から発行された分冊百科である。全30巻。

## 概要
「美しい日本語を親子で聞く」がコンセプト。
日本の各地域に伝わっている民話を、毎号2話ずつ、全60話収録。

各巻ごとに民話の地域が明言されている。創刊号から第3巻までは、中部地方、東北地方、関東地方の民話が収録されたが、第4巻からは、北海道地方、東北地方、関東地方、北陸地方、中部地方、近畿地方、中国地方、四国地方、九州地方、沖縄地方と北の地域から順番に地域ごとに収録されている。

本誌の内容は、1970年代に世界文化社から発行された民話の研究会編「オールカラー版日本の民話」に収録されているものと同じである。
各見開きページには挿絵がつき、文中の漢字にはすべてふりがながつくという構成となっている。

また、本誌の最終ページには、作品の背景の解説や、文中に出てくる方言や地名などといった「ふるさとの言葉」を解説するコーナーがある。

各巻には本誌と共に、著名人が朗読する民話CDが付属していた。

2002年12月5日から、毎月第1・第3木曜日の発売。定価は、創刊号のみ500円、第2号以降は880円。

発刊時には、本誌10巻分を収納できる特製のファイルボックスが販売された。価格は、2003年2月28日まで500円、それ以降は800円。

また、定期購読を申し込んだ読者のみに、特製のCDファイルが贈られた。30巻分のCDが全て収納できる。

創刊号から第3号までの応募シールを集めて応募すると、抽選で郷土玩具がもらえるキャンペーンも展開された。

## 各巻の内容
| 巻数   | 発売日         | 収録地方   | 収録民話 (文/絵/解説)                               | 収録民話 (文/絵/解説)                                   | CD語り     | CD演出   |
| ------ | -------------- | ---------- | --------------------------------------------------- | ------------------------------------------------------- | ---------- | -------- |
| 第1巻  | 2002年12月5日  | 中部地方 1 | ゆきむすめ (渡辺節子/村上豊/水谷章三)               | かさじぞう (辺見じゅん/丸木俊/吉沢和夫)                 | 檀ふみ     | 香西久   |
| 第2巻  | 2002年12月19日 | 東北地方 1 | 力太郎 (竹崎有斐/石倉欣二/中村博)                   | あたまにかきの木 (萩坂昇/村上豊/辺見じゅん)             | 桂三枝     | 香西久   |
| 第3巻  | 2002年12月27日 | 関東地方 1 | じごくけんぶつ (水谷章三/田島征三/萩坂昇)           | ばかむこばなし (中村博/野原よう子/萩坂昇)               | 中井貴惠   | 香西久   |
| 第4巻  | 2003年1月16日  | 北海道地方 | かけすのおつかい (望月新三郎/矢車涼/水谷章三)       | オキクルミ (松谷みよ子/渡辺学/水谷章三)                 | 橋爪功     | 香西久   |
| 第5巻  | 2003年2月6日   | 東北地方 2 | 花さかじい (辺見じゅん/北島新平/中村博)             | ならなしとり (松谷みよ子/箕田源二郎/辺見じゅん)         | 紺野美沙子 | 香西久   |
| 第6巻  | 2003年2月20日  | 東北地方 3 | たにし長者 (辺見じゅん/赤羽末吉/吉沢和夫)           | うさぎとくま (石浜じゅん子/村上豊/辺見じゅん)           | 草野満代   | 小山雄二 |
| 第7巻  | 2003年3月6日   | 東北地方 4 | ふるやのもり (渡辺節子/石倉欣二/中村博)             | おにの子こづな (水谷章三/北島新平/中村博)               | 江守徹     | 香西久   |
| 第8巻  | 2003年3月20日  | 東北地方 5 | つるにょうぼう (辺見じゅん/宮田雅之/辺見じゅん)     | こぶとり (吉沢和夫/箕田源二郎/辺見じゅん)               | 竹下景子   | 香西久   |
| 第9巻  | 2003年4月3日   | 東北地方 6 | たわらやくし (小沢重雄/赤羽末吉/吉沢和夫)           | 子もりうたのしらせ (松谷みよ子/清水耕蔵/吉沢和夫)       | 風間杜夫   | 香西久   |
| 第10巻 | 2003年4月17日  | 関東地方 2 | したきりすずめ (辺見じゅん/長谷川知子/萩坂昇)       | かにもんどう (竹崎有斐/田島征三/萩坂昇)                 | 檀ふみ     | 香西久   |
| 第11巻 | 2003年5月1日   | 北陸地方 1 | しっぽのつり (吉沢和夫/赤坂三好/水谷章三)           | とりのみじい (竹崎有斐/太田大八/水谷章三)               | 桂三枝     | 香西久   |
| 第12巻 | 2003年5月15日  | 北陸地方 2 | すみやきごんた (水谷章三/市川禎男/水谷章三)         | わかがえりの水 (辺見じゅん/金沢佑光/水谷章三)           | 榊原郁恵   | 香西久   |
| 第13巻 | 2003年6月5日   | 中部地方 2 | へっこきよめ (間宮純子/村上豊/水谷章三)             | さるとかに (水谷章三/小野かおる/水谷章三)               | 加藤剛     | 香西久   |
| 第14巻 | 2003年6月19日  | 中部地方 3 | ききみみずきん (小沢重雄/福田庄助/吉沢和夫)         | うばすて (吉沢和夫/小島直/水谷章三)                     | 森尾由美   | 小山雄二 |
| 第15巻 | 2003年7月3日   | 中部地方 4 | 見るなの花ざしき (松谷みよ子/北島新平/吉沢和夫)     | 百ものがたり (竹崎有斐/福田庄助/吉沢和夫)               | 橋爪功     | 香西久   |
| 第16巻 | 2003年7月17日  | 近畿地方 1 | うらしまさん (水谷章三/かみやしん/米屋陽一)         | 子そだてゆうれい (瓜生貞子/石倉欣二/萩坂昇)             | 永井美奈子 | 小山雄二 |
| 第17巻 | 2003年8月7日   | 近畿地方 2 | しんぺいとうざ (水谷章三/石倉欣二/萩坂昇)           | どうもこうもならんはなし (竹崎有斐/かみやしん/米屋陽一) | 地井武男   | 香西久   |
| 第18巻 | 2003年8月21日  | 近畿地方 3 | ねずみのおきょう (石浜じゅん子/赤坂三好/萩坂昇)     | くわずにょうぼう (辺見じゅん/梶山孝明/萩坂昇)           | 竹下景子   | 香西久   |
| 第19巻 | 2003年9月4日   | 近畿地方 4 | 京のかえると大阪のかえる (米屋陽一/赤坂三好/萩坂昇) | おりゅうとやなぎ (吉沢和夫/井口文秀/米屋陽一)           | 西村雅彦   | 香西久   |
| 第20巻 | 2003年9月18日  | 中国地方 1 | だんごころりん (萩坂昇/福田庄助/米屋陽一)           | ももうりとのさま (辺見じゅん/朝倉摂/松谷みよ子)         | 草野満代   | 小山雄二 |
| 第21巻 | 2003年10月2日  | 中国地方 2 | ももたろう (水谷章三/福田庄助/米屋陽一)             | 三ねんねたろう (竹崎有斐/若菜珪/松谷みよ子)             | 江守徹     | 香西久   |
| 第22巻 | 2003年10月16日 | 中国地方 3 | うりこひめとあまんじゃく (渋谷勲/朝倉摂/松谷みよ子) | おろか村 (萩坂昇/若菜珪/松谷みよ子)                     | 中井貴惠   | 香西久   |
| 第23巻 | 2003年11月6日  | 中国地方 4 | おおかみのまゆ毛 (石浜じゅん子/田木宗太/米屋陽一)   | はいぼうたろう (竹崎有斐/黒谷太郎/米屋陽一)             | 加藤剛     | 香西久   |
| 第24巻 | 2003年11月20日 | 四国地方 1 | 海の水がからいわけ (松谷みよ子/渡辺三郎/松谷みよ子) | はなたかおうぎ (望月新三郎/村上幸一/松谷みよ子)         | 紺野美沙子 | 香西久   |
| 第25巻 | 2003年12月4日  | 四国地方 2 | 天人のよめさま (辺見じゅん/渡辺三郎/松谷みよ子)     | たぬきの与一 (水谷章三/二俣英五郎/松谷みよ子)           | 風間杜夫   | 香西久   |
| 第26巻 | 2003年12月18日 | 九州地方 1 | わらしべ長者 (小沢重雄/斎藤博之/中村博)             | うたうされこうべ (松谷みよ子/清水耕蔵/中村博)           | 榊原郁恵   | 香西久   |
| 第27巻 | 2004年1月1日   | 九州地方 2 | よしとく (瓜生貞子/久米宏一/中村博)                 | とんち彦一 (竹崎有斐/梶山俊夫/中村博)                   | 地井武男   | 香西久   |
| 第28巻 | 2004年1月15日  | 九州地方 3 | くらげほねなし (萩坂昇/清水耕蔵/中村博)             | きっちょむさん (中村博/久米宏一/中村博)                 | 森尾由美   | 小山雄二 |
| 第29巻 | 2004年2月5日   | 九州地方 4 | かもとりごんべ (水谷章三/梶山俊夫/中村博)           | がわっぱばなし (竹崎有斐/斎藤博之/中村博)               | 西村雅彦   | 香西久   |
| 第30巻 | 2004年2月19日  | 沖縄地方   | 七わの白ん鳥 (梶原まゆみ/石部虎二/吉沢和夫)         | 月にのぼったアカナー (松谷みよ子/儀間比呂志/吉沢和夫)   | 永井美奈子 | 小山雄二 |

1. ↑  「絵」ではなく「切り絵」と表記
2. ↑  「絵」ではなく「版画」と表記

## 制作スタッフ
- 監修-松谷みよ子・吉沢和夫(日本民話の会)
- 用語解説-大島広志
- 編集兼発行人-小林公成
- 編集協力[1]-スリーシーズン
- デザイン-嶋岡誠一郎
- 写真協力-世界文化フォト、JTBフォト、芳賀ライブラリー、新山純一(こけし工房・木地屋)、ネイチャー・プロ、中田昭
- CD制作-スタジオ・エコー
- 音楽-宮本一・宮本あんり
- 発行-世界文化社